# Téryho chata
Die Téryho chata (umgangssprachlich Terinka, Térynka oder Terynka genannt; deutsch Tery-Hütte, polnisch Schronisko Téryego, ungarisch Téry-menedékház) ist eine Berghütte in der slowakischen Hohen Tatra. Sie liegt am oberen Ende der Malá Studená dolina (deutsch Kleines Kohlbachtal) und der Kotlina Piatich spišských plies (deutsch Fünfseenkessel) in einer Höhe von 2015 m n.m.. Somit ist sie nach der Chata pod Rysmi (2250 m n.m.) (deutsch: Hütte unter der Meeraugspitze) die zweithöchstgelegene Berghütte in der Hohen Tatra bzw. in der Slowakei.

## Geschichte

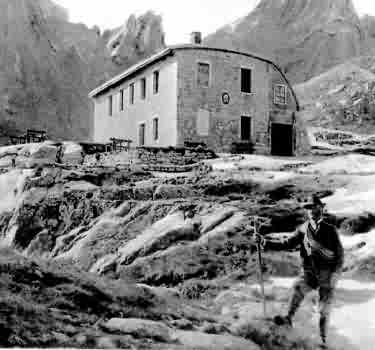
Die Hütte kurz nach der Eröffnung, 1899

Die Initiative zum Bau der Hütte kam von Edmund Viliam Téry (1856–1917), einem ungarischen Arzt und Bergsteiger aus Schemnitz, der zugleich ein Förderer des Bergtourismus und Alpinismus im Königreich Ungarn war. Er schlug dem Bau an der Tagung der Budapester Sektion des Ungarischen Karpathenvereins am 28. Mai 1889 vor, doch ideologische Spannungen zwischen der progressiven Budapester Sektion und der konservativ gesinnten Zentrale sorgten immer wieder für Verschiebungen. Erst nach der Gründung des Ungarischen Touristenvereins (ungarisch Magyar Turista Egyesület, MTE) kam es zu einer Einigung, die dem MTE das Kleine Kohlbachtal als Arbeitsgebiet zusprach. Der Bau begann 1898 nach Plänen des Architekten Gedeon Majunke (1854–1921) aus Georgenberg. Die Hütte wurde am 21. August 1899 feierlich eröffnet und gegen Térys Wunsch gleich Téry-Hütte benannt. Seltener wurde sie nach der Lage bei der Seegruppe Päť Spišských plies (deutsch Zipser Fünfseen) auch als Fünfseenhaus bezeichnet.
Bis 1918 war die Tery-Hütte die höchstgelegene Berghütte des Königreichs Ungarn, danach der Tschechoslowakei. Nach dem Bau der Hütte unter der Meeraugspitze ist sie die zweithöchstgelegene. Nach dem Ersten Weltkrieg übernahm der Karpathenverein die Verwaltung und erst nach zehn Jahren kam sie in den Besitz des tschechoslowakischen Staates und unter die Verwaltung des Klubs Tschechoslowakischer Touristen. Seit 1936 ist sie ganzjährig in Betrieb und somit die höchste, ganzjährig zugängliche Schutzhütte der Tschechoslowakei, bzw. seit 1993 der Slowakei. 1983–1984 wurde die Hütte im Inneren wesentlich umgebaut und mit einem neuen Eingangsbereich versehen, doch behielt weitgehend ihr ursprüngliches Aussehen.

## Touristische Erschließung

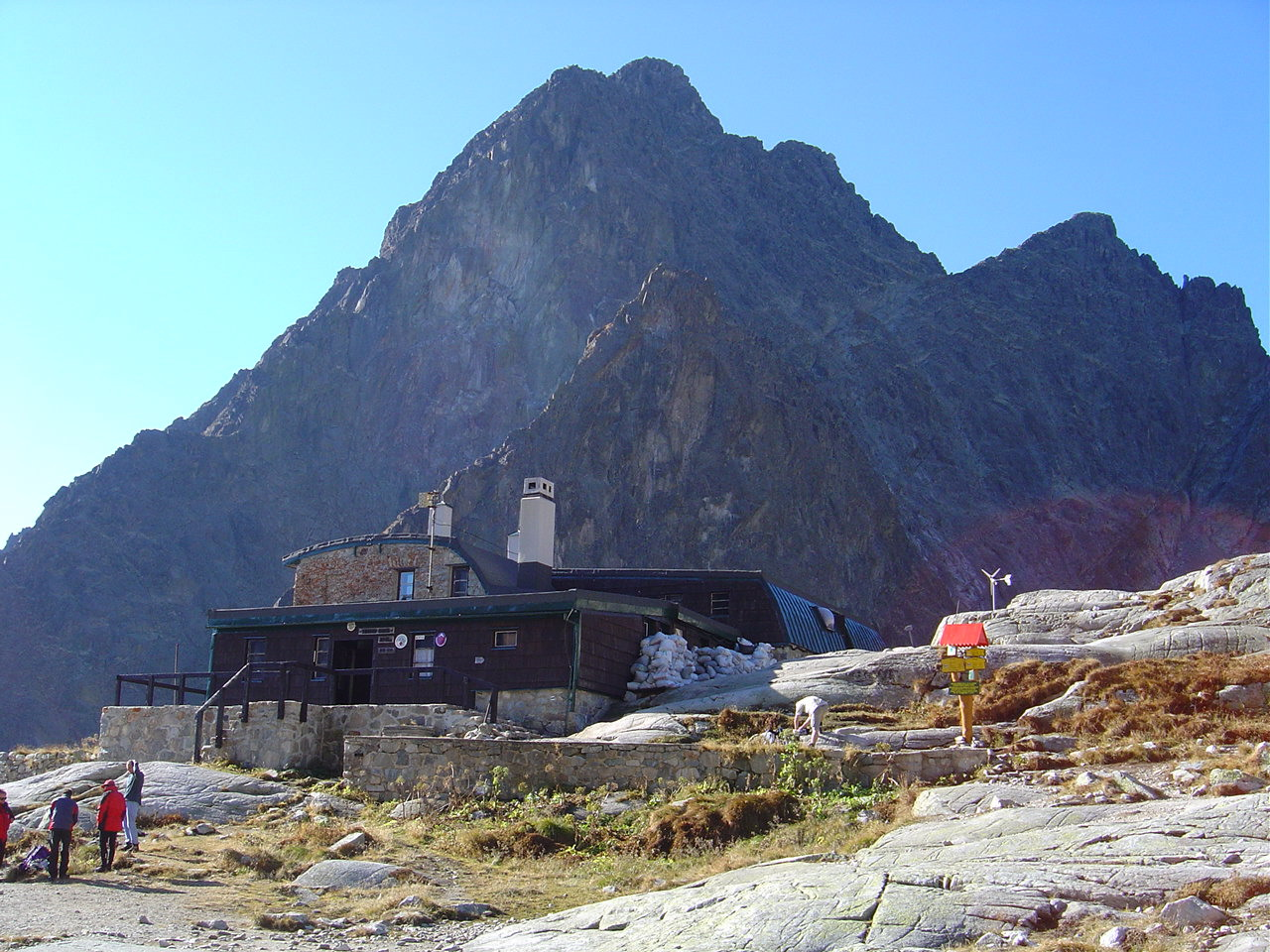
Die Hütte mit dem Berg Prostredný hrot (Mittelgrat) und dem Felsturm Žltá stena (Gelbe Wand) im Hintergrund

Die Téryho chata liegt auf einem grün markierten Wanderweg von der Gabelung bei der Zamkovského chata (Anschluss an den rot markierten Wanderweg Tatranská magistrála von Hrebienok oder Skalnaté pleso), der durch das ganze Tal Malá Studená dolina verläuft und hinter dem Sattel Sedielko ins Tal Javorová dolina übergeht, zum Ende am Abzweig Pod Muráňom südlich von Tatranská Javorina. Etwa 35 Gehminuten westlich der Hütte beginnt am Abzweig Pod Sedielkom ein gelb markierter Wanderweg über den Sattel Priečne sedlo ins Tal Veľká Studená dolina, mit dem Ende bei der Hütte Zbojnícka chata.
Die Hütte ist ganzjährig geöffnet, hat eine Kapazität von 24 Betten in drei Schlafräumen sowie Notunterkunft im Essraum und ist durch Hüttenträger versorgt. Der slowakische Hüttenträger Ladislav Kulanga stellte in den 1970er einen Rekord auf, indem er einmal 138 kg (nach Werbematerial 151 kg) zur Hütte hinauftrug. Peter Petras lieferte 1993 insgesamt 222 kg in 15,5 Stunden, mit einer Durchschnittslast von 74 kg auf dem Weg nach oben und 48 kg zurück nach unten.